# Aluminium Bahrain
Aluminium Bahrain est une entreprise de fabrication d'aluminium, basée au Bahreïn.
Aluminium Bahrain est détenue à 20 % par Sabic.